# Alopoglossus danieli
Alopoglossus danieli — вид ящірок родини Alopoglossidae. Ендемік Колумбії.

## Поширення і екологія
Alopoglossus danieli відомі з типової місцевості, розташованої на півночі Центрального хребта Колумбійських Анд в департаменті Антіокія, в околицях міста Медельїн. Вони живуть у вологих тропічних лісах в передгір'ях, серед опалого листя. Зустрічаються на висоті від 1500 до 2000 м над рівнем моря. Відкладають яйця.

## Збереження
МСОП класифікує цей вид як такий, що перебуває на межі зникнення. Alopoglossus danieli загрожує знищення природного середовища.